# Diekirch (district)
Diekirch este un district al Luxemburgului ce ocupă treimea de nord a țării. 